# Eochaid Ailtleathan
Eochaid Ailtleathan, figlio di Ailill Caisfhiaclach (fl. V secolo a.C.), è stato un leggendario re supremo d'Irlanda del V secolo a.C..
Salì al trono dopo aver ucciso il predecessore Adamair. Regnò per undici o diciassette anni fino a quando fu ucciso in battaglia da Fergus Fortamail.

## Fonti
- Seathrún Céitinn, Foras Feasa ar Éirinn 1.30
- Annali dei Quattro Maestri M4787-4804